# 4륜구동
4륜 구동(Four Wheel Drive, 4WD) 또는 네 바퀴 굴림은 엔진의 동력을 네 바퀴에 전달하여 주행하는 방식으로 험로를 달리기 위해 제2차 세계 대전 때 군용 지프로부터 발전하게 되었다.

## 역사

### 대한민국에서의 역사
대한민국에서는 한국 전쟁 때 미 육군의 M-38을 군용으로 사용하게 됨으로써 직접적인 전투보다는 지휘, 보급 수송 차량으로 사용하게 되었다. 한국 전쟁 이후, 미군이 타다가 폐차시킨 스포츠 유틸리티 자동차를 재생하여 민수용으로 활용하기 위해 만든 대한민국 최초의 4륜구동 자동차인 국제차량제작 시발이 개발되어 스포츠 유틸리티 자동차의 역사가 본격적으로 시작되었다. 이후, 민간용으로도 제작되어 현대 갤로퍼, 쌍용 무쏘 등이 대중화의 길을 열어 오프로드 주행이라는 레저 장르도 생겨나고 주 5일제도 퍼지면서 처음에는 스포츠 유틸리티 자동차에만 적용되어 왔다. 하지만 최근에는 소형 버스(기아 베스타, 현대 스타렉스)와 소형 트럭(현대 포터, 기아 봉고), 픽업 트럭(쌍용 무쏘 스포츠, 쌍용 액티언 스포츠, 쌍용 코란도 스포츠, 쌍용 렉스턴 스포츠), 미니밴(쌍용 로디우스(이후, 쌍용 코란도 투리스모로 차명 변경)), 심지어 대형 승용차(제네시스 G90, 제네시스 G80, 쌍용 체어맨W)에도 4륜구동 방식을 채택하고 있다. 대개 오프로드 주행이 가능하여 RV로 인식 받고 있는 4륜구동 자동차는 스포츠 유틸리티 자동차 전문 회사인 지프 브랜드 자동차가 인기를 끈 이후로 테일게이트에 스페어타이어가 장착된 4륜구동 자동차를 부르는 대명사로 알려지게 되었다.

## 구동 방식

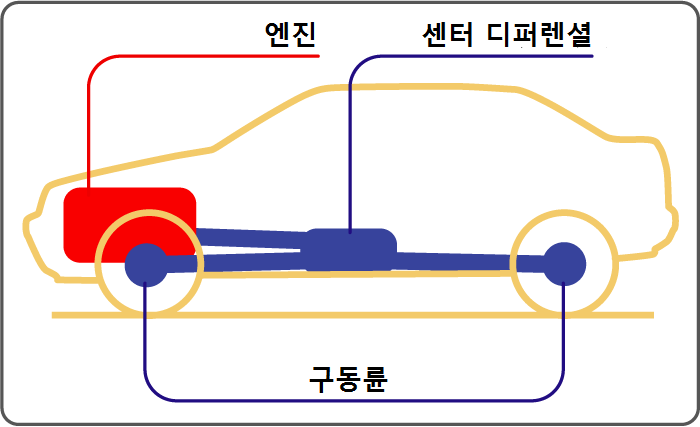
상시 4륜구동

### 일시 4륜구동
일시 4륜구동(part-time 4WD, 파트 타임 4WD)는 운전자가 노면의 조건 등에 따라서 임의로 2WD와 4WD를 조절할 수 있는 방식이다. 평소에는 2WD로 운행하다가 험로 및 눈길에서 4WD로 조작하는 것이다. 하지만 전륜과 후륜의 동력비율이 50:50으로 고정되기 때문에 코너링 시에 후륜의 슬립이 일어나면서 자동차가 멈칫거리는 현상(Tight Corner Braking)이 발생되고 동력계통에 무리가 가해지기 때문에 접지력이 비교적 높은 포장도로에서는 4WD의 사용을 자제할 필요가 있다. 경우에 따라서는 구동력 및 견인력을 증가시키기 위해 4WD에서 한번 더 감속을 하는 저속 기어를 포함하기도 한다.

### 상시 4륜구동
상시 4륜구동(full-time 4WD, 풀 타임 4WD)는 항상 4WD로 주행하는 것으로 전/후륜의 동력비율을 가변적으로 조절하도록 되어 있는 방식으로 자동차 제조사마다 전/후륜 동력비율 조절 방식이나 명칭은 다양하다. 유체의 압력이나 다판클러치 등으로 전륜과 후륜의 동력을 조절하는 것이 일반적이지만, 아우디의 콰트로처럼 기어를 이용한 기계식도 있다. 경우에 따라서는 일시 4륜구동과 마찬가지로 구동력 및 견인력을 증가시키기 위해 4WD를 한번 더 감속을 하는 저속 기어를 포함하기도 한다.
4md
이 방식은 소수의 슈퍼카(람보르기니 아벤타도르,람보르기니 우라칸(후륜모델 제외),부가티 시론,페라리 af90 스트라달레)등등이 이방식을 사용한다. 구조는 미드쉽과 같이 약간 뒤쪽으로 엔진이 가있고 그상태에서 구동축을 앞으로도 연결시킨 방식이다.

## 장단점
| - 험로나 눈길을 다닐 때 4가지 바퀴의 모든 힘을 끌어낼 수 있기 때문에 안정적으로 출발할 수 있으며, 고속 상황에서도 안정적인 모습을 보인다. 코너를 빠져나와 악셀을 밟을 때에도 어느 한 바퀴에 힘이 몰리지 않아 안정적으로 나갈 수 있게 된다. | - 제동 시에는 별다른 이점을 얻지 못하고 코너링 시에도 마찬가지로 4륜구동만을 믿고 험난한 조건에서 과속을 하게 되면 위험에 빠질 수 있으며, 극한 조건이 아닌 평소에는 4륜구동 장비로 인하여 자동차의 무게가 무거워 연비가 낮아지게 된다. 현재는 2WD와 비교해 연비 차이가 나지 않는 전자식 4륜 구동도 인기를 끌고 있다. |

## 같이 보기
- 전륜구동
- 후륜구동